# 阿克陶镇
阿克陶镇，是中华人民共和国新疆维吾尔自治区克孜勒苏柯尔克孜自治州阿克陶县下辖的一个乡镇级行政单位。

## 行政区划
阿克陶镇下辖以下地区：
老城街社区、团结社区、幸福社区、公格尔路社区、友谊社区、亚格恰克村、诺库其艾日克村、喀依恰艾日克村、奥达艾日克村、巴仁艾日克村、英其开艾日克村、其克尔铁热克村、央其买里村和拱白孜艾日克村。